# Etelredo de Wessex
Etelredo de Wessex (em inglês:  Æthelred of Wessex; em inglês antigo: Æþelræd ōf Ƿęsēx; c. 837 ou 840 – 23 de Abril de 871) foi o quarto filho do Rei Etelvulfo de Wessex e o irmão mais velho de Alfredo de Inglaterra; sucedeu seu irmão Etelberto I como rei de Wessex e rei de Kent. Às vezes é denominado Etelredo I da Inglaterra, todavia tal denominação não seria correta, uma vez que, à época, a Inglaterra era dividida em vários reinos. Foi sucedido pelo seu irmão, Alfredo, o grande, em 871. Casou-se com Vulfrida e teve dois filhos, Artelvoldo e Etelhelmo.
Etelredo foi enterrado em Wimborne, em Dorset. Foi popular e era tratado como santo, mesmo não sendo canonizado.